# J. Edgar
J. Edgar (v anglickém originále J. Edgar) je americký životopisný film z roku 2011. Režisérem filmu je Clint Eastwood. Hlavní role ve filmu ztvárnili Leonardo DiCaprio, Armie Hammer, Naomi Wattsová, Josh Lucas a Judi Denchová.

## Ocenění
Leonardo DiCaprio byl za svou roli v tomto filmu nominován na Zlatý glóbus a SAG Award. Armie Hammer byl za svou roli v tomto filmu nominován na SAG Award.

## Obsazení
| Leonardo DiCaprio | J. Edgar Hoover         |
| Armie Hammer      | Clyde Tolson            |
| Naomi Wattsová    | Helen Gandyová          |
| Josh Lucas        | Charles Lindbergh       |
| Judi Denchová     | Anna Marie Hooverová    |
| Dermot Mulroney   | Norman Schwarzkopf, Sr. |
| Damon Herriman    | Bruno Richard Hauptmann |
| Jeffrey Donovan   | Robert F. Kennedy       |
| Lea Thompsonová   | Lela Rogersová          |